# Watertoren (Lippenhuizen)
De watertoren in Lippenhuizen werd gebouwd in 1932 door de I.W.G.L. en de Bredasche Beton Mij.
De watertoren heeft een hoogte van 44,25 meter en heeft twee waterreservoirs van elk 300 m³. De inhoud is dezelfde als de inhoud van de watertoren van Harlingen. De toren heeft een tentdak van koper (door corrosie lichtgroen uitgeslagen) met acht zijden, gelijk aan de watertoren van Harlingen en de watertoren van Bolsward.